# Mindre teaterns uppsättningar
Det här är en lista över Mindre teatern i Stockholms uppsättningar.

## Nya teatern 1842-1846

### Anders Lindeberg (1842-1846)
| År   | Produktion | Upphovsmän | Noter |
| ---- | --- | --- | --- |
| 1842 | Agne | Pehr Henrik Ling                                                                                                   | Premiär 1 november 1842 Herr Isberg, Anna Sofia Tillgren, Edvard Stjernström, herr Seelig, Wilhelm Theodor Gille Invigningsföreställning                 |
| 1842 | Prövningen | Onkel Adam | Premiär 1 november 1842 Maria Laurent, Jean Högqvist, Georg Norrby Invigningsföreställning                                                               |
| 1842 | Änkans man Le mari de la veuve                                                                                  | Alexandre Dumas den äldre, Anciet Bourgois och Eugène Durieu Översättning Fredrik Nikolas Berg                     | Premiär 13 november 1842 Lars August Malmgren, Amalia Malmgren, Edvard Stjernström, Thérèse Öberg                                                        |
| 1842 | Giftermål för penningar Le mariage d'argent                                                                     | Eugène Scribe Översättning E.E.C. Cöster                                                                           | Premiär 15 november 1842 Edvard Stjernström, Hedvig Calista Gille, herr Björkman, herr Wagner, Louise Michal                                             |
| 1842 | Theobald eller Flyktingen från Ryssland Théobald, ou Le retour de Russie                                        | Eugène Scribe och Antoine-François Varner Översättning M. Lindeberg                                                | Premiär 17 november 1842 Thérèse Elfforss, herr Blanche                                                                                                  |
| 1842 | Brudgummen La nuit de noces                                                                                     | Armand Joseph Overnay och Théodore Nézel Översättning M. Lindeberg                                                 | Premiär 19 november 1842 |
| 1842 | En husaröverstes memoarer Memoires d'un colonel de hussards                                                     | Eugène Scribe och Mélesville Översättning M. Lindeberg?                                                            | Premiär 22 november 1842 |
| 1842 | Bellman i Mariefred                                                                                             | Oscar Patric Sturzen-Becker                                                                                        | Premiär 24 november 1842 |
| 1842 | Låt de döda vila Lasst die Todten ruhen                                                                         | Ernst Raupach Översättning Anders Lindeberg                                                                        | Premiär 27 november 1842 |
| 1842 | Den unge kassören Un secret                                                                                     | Auguste Arnould och Narcisse Fournier Översättning Fredrik Nikolas Berg                                            | Premiär 1 december 1842 Edvard Stjernström, Anna Sofia Tillgren, Georg Norrby, Gustava Lindman, Johan Fredrik Blomqvist, Ludvig Zetterholm               |
| 1842 | En herre och ett fruntimmer Un monsieur et une dame                                                             | Xavier, Félix-Auguste Duvert och Augustin-Théodore de Lauzanne Översättning Fredrik Nikolas Berg                   | Premiär 3 december 1842 Edvard Stjernström, Anna Sofia Tillgren, Hedvig Calista Gille                                                                    |
| 1842 | Flickan på överblivna kartan                                                                                    | | Premiär 10 december 1842 5 föreställningar |
| 1842 | Läkaren mot sin vilja Le Médecin malgré lui                                                                     | Molière Översättning Anders Lindeberg                                                                              | Premiär 13 december 1842 |
| 1842 | Kärlek och ånger Les malheurs d'un amant heureux                                                                | Eugène Scribe Översättning Fredrik Nikolas Berg                                                                    | Premiär 15 december 1842 |
| 1842 | Rochus Pumpernickel                                                                                             | Matthäus Stegmayer Översättning A.P. Berggren                                                                      | Premiär 27 december 1842 Edvard Stjernström, Fru Håkansson, herr Lindman, Ludvig Zetterholm, fröken Westerberg                                           |
| 1843 | Hantverkaren L'Ouvrier                                                                                          | Frédéric Soulié Översättning Fredrik Nikolas Berg                                                                  | Premiär 10 januari 1843 |
| 1843 | Mormors dagbok eller Sidan tjugofyra La page 24 ou Les souvenirs de ma grandmère                                | Adolphe de Leuven, Mathieu-Barthélémy Thouin och Victor Lhérie Översättning Anders Lindeberg                       | Premiär 25 januari 1843 |
| 1843 | En otrogen man Oscar ou Le mari qui trompe sa femme                                                             | Eugène Scribe och Charles Duveyrier Översättning Oskar Hyckert                                                     | Premiär 28 januari 1843 |
| 1843 | Den puckelryggiga friaren L'amant bossu                                                                         | Eugène Scribe, Mélesville och Vandière Översättning Otto Bæckström                                                 | Premiär 13 februari 1843 |
| 1843 | Bekännelserna Die Bekenntnisse                                                                                  | Eduard von Bauernfeld Översättning Fredrik Nikolas Berg                                                            | Premiär 13 februari 1843 |
| 1843 | Isidor och Olga eller De livegna Die Leibeigenen oder Isidor und Olga                                           | Ernst Raupach Översättning Oskar Hyckert                                                                           | Premiär 25 februari 1843 |
| 1843 | Sättet att skaffa sig måg Ourika ou la petite négresse                                                          | Mélesville och Pierre Carmouche Översättning Hinrik Sandström                                                      | Premiär 27 februari 1843 herr Natt och dag 7 föreställningar                                                                                             |
| 1843 | Småstadskalaset                                                                                                 | | Premiär 6 mars 1843 |
| 1843 | Bonden, rik och åter fattig eller Femton år i Paris Le paysan perverti ou Quinze ans de Paris                   | Emmanuel Théaulon Översättning Anders Lindeberg                                                                    | Premiär 11 mars 1843 |
| 1843 | Den otålige L'impatient                                                                                         | Étienne-François de Lantier Översättning Axel Gabriel Silfverstolpe                                                | Premiär 11 mars 1843 |
| 1843 | Positivhataren                                                                                                  | August Blanche | Premiär 21 mars 1843 |
| 1843 | Omeletten L'omelette fantastique                                                                                | Félix-Auguste Duvert och Louis Boyer Översättning Lars August Malmgren                                             | Premiär 9 april 1843 |
| 1843 | Silverbröllopet                                                                                                 | August Blanche | Premiär 9 april 1843 |
| 1843 | Inspektoren Der Landwirth                                                                                       | Prinsessan Amalia av Sachsen Översättning M.Schück                                                                 | Premiär 18 april 1843 |
| 1843 | Kronofogdarne eller Slåtterölet                                                                                 | Carl Envallsson och Johan David Zander                                                                             | Premiär 18 april 1843 2 föreställningar |
| 1843 | En oktobernatt på Kolmården                                                                                     | August Blanche | Premiär 16 maj 1843 |
| 1843 | En skådespelares gång genom livet                                                                               | August Blanche | Premiär 16 maj 1843 herr Wagner |
| 1843 | De bägge låssmederna Les deux serruriers                                                                        | Félix Pyat Översättning Fredrik Nikolas Berg                                                                       | Premiär 20 maj 1843 2 föreställningar |
| 1843 | De fyra friarna eller Badet i Dieppe La calomnie                                                                | Eugène Scribe | Premiär 20 maj 1843 2 föreställningar |
| 1843 | En trappa upp och på nedre botten eller Grosshandlaren och klädmäklaren                                         | August Blanche | Premiär 31 maj 1843 |
| 1843 | Pasquillet Das Pasquill                                                                                         | Gottfried August von Maltitz Översättning J.A. Josefsson                                                           | Premiär 21 juni 1843 Herr von Nandelstadh |
| 1843 | Tadelskolan School for Scandal                                                                                  | Richard Brinsley Sheridan                                                                                          | Premiär 4 september 1843 |
| 1843 | En herre och ett fruntimmer Un monsieur et une dame                                                             | Xavier, Félix-Auguste Duvert och Augustin-Théodore de Lauzanne Översättning Fredrik Nikolas Berg                   | Premiär 9 september 1843 |
| 1843 | Tyst! Chut! | Eugène Scribe Översättning Anders Lindeberg                                                                        | Premiär 16 september 1843 5 föreställningar |
| 1843 | Taktäckaren Der Dachdecker                                                                                      | Angelin Översättning A.E. Afzelius                                                                                 | Premiär 16 september 1843 |
| 1843 | Fruntimmersvänskapen L'Amitié des femmes                                                                        | Jean-Baptiste-Pierre Lafitte Översättning Anders Lindeberg                                                         | Premiär 26 september 1843 |
| 1843 | Den girige L'Avare                                                                                              | Molière Översättning Herman Anders Kullberg                                                                        | Premiär 29 september 1843 Per Erik Sevelin |
| 1843 | Kabal och kärlek Kabal und Liebe                                                                                | Friedrich Schiller Översättning H. Sandström                                                                       | Premiär 9 oktober 1843 |
| 1843 | Tartuffe | Molière Översättning Johan Eric Remmer                                                                             | Premiär 21 oktober 1843 |
| 1843 | Skräddaren, excellens Der General-Hofschneider                                                                  | Albin Johann Baptist von Meddlhammer Översättning Anders Lindeberg                                                 | Premiär 21 oktober 1843 |
| 1843 | Prästgården | Anders Lindeberg                                                                                                   | Premiär 1 november 1843 4 föreställningar |
| 1843 | Supplikanten Supplicanten                                                                                       | Johan Ludvig Heiberg Översättning Lars August Weser                                                                | Premiär 1 november 1843 2 föreställningar |
| 1843 | Emilies hjertebanken                                                                                            | Johan Ludvig Heiberg                                                                                               | Premiär 2 november 1843 |
| 1843 | Sannljugaren Le menteur véridique                                                                               | Eugène Scribe och Mélesville Översättning C.J. Westberg                                                            | Premiär 7 november 1843 |
| 1843 | Universalarvingen Le Légataire universel                                                                        | Jean-François Regnard Översättning Herman Anders Kullberg                                                          | Premiär 8 november 1843 |
| 1843 | Nr 777 eller Lotteri på fast egendom La maison en loterie                                                       | Louis-Benoît Picard och Jean-Baptiste Radet Översättning C.W. Tigersköld                                           | Premiär 8 november 1843 |
| 1843 | Fatalisten eller Tur och otur                                                                                   | | Premiär 13 november 1843 2 föreställningar |
| 1843 | Rochus Pumpernickel                                                                                             | Matthäus Stegmayer Översättning A.P. Berggren                                                                      | Premiär 17 november 1843 |
| 1843 | Minnesfest över Lars Hjortsberg                                                                                 | | Premiär 22 november 1843 4 föreställningar |
| 1843 | Bekännelserna Die Bekenntnisse                                                                                  | Eduard von Bauernfeld Översättning Fredrik Nikolas Berg                                                            | Premiär 24 november 1843 |
| 1843 | Erik XIV | Bengt Lidner | Premiär 29 november 1843 8 föreställningar |
| 1843 | Örfilarna Un soufflet                                                                                           | Charles Desnoyer och Adolphe d'Ennery Översättning Lars August Malmgren                                            | Premiär 29 november 1843 |
| 1843 | Kotteriet La camaraderie ou La courte-échelle                                                                   | Eugène Scribe Översättning Fredrik Nikolas Berg                                                                    | Premiär 8 december 1843 |
| 1843 | De rikas skola Die Schule der Reichen                                                                           | Karl Gutzkow Översättning M. Schück                                                                                | Premiär 15 december 1843 4 föreställningar |
| 1843 | En trappa upp och på nedre botten eller Grosshandlaren och klädmäklaren                                         | August Blanche | Premiär 6 december 1843 |
| 1843 | Silverbröllopet                                                                                                 | August Blanche | Premiär 29 december 1843 |
| 1843 | Jovial, stadstjänare och poet M. Jovial ou L'huissier chansonnier                                               | Emmanuel Théaulon och Adolphe Choquart Översättning Fredrik Nikolas Berg                                           | Premiär 30 december 1843 |
| 1844 | Jean Durand Jean                                                                                                | Emmanuel Théaulon och Alphonse Signol Översättning Fredrik Nikolas Berg                                            | Premiär 1 januari 1844 |
| 1844 | Mormors dagbok eller Sidan tjugofyra La page 24 ou Les souvenirs de ma grandmère                                | Adolphe de Leuven, Mathieu-Barthélémy Thouin och Victor Lhérie Översättning Anders Lindeberg                       | Premiär 1 januari 1844 |
| 1844 | Nyårsmötet | | Premiär 1 januari 1844 4 föreställningar |
| 1844 | Ringaren i Notre Dame Der Glöcker von Notre Dame                                                                | Charlotte Birch-Pfeiffer Översättning Anders Lindeberg                                                             | Premiär 12 januari 1844 |
| 1844 | Brevintrigen L'intrigue épistolaire                                                                             | Fabre d'Eglantine Översättning Johan Eric Remmer                                                                   | Premiär 8 februari 1844 2 föreställningar |
| 1844 | Mannen och pistolen L'Homme qui tue sa femme                                                                    | Édouard Brisebarre och Jemma Översättning Otto Bæckström                                                           | Premiär 8 februari 1844 2 föreställningar |
| 1844 | Den okände sonen Das Kind der Liebe                                                                             | August von Kotzebue Översättning Gabriel Eurén                                                                     | Premiär 20 februari 1844 |
| 1844 | Donaufrun Das Donauweibchen                                                                                     | Karl Friedrich Hensler Översättning Erik Wilhelm Djurström                                                         | Premiär 24 februari 1844 |
| 1844 | Goda tonen Der beste Ton                                                                                        | Karl Töpfer Översättning Anders Lindeberg                                                                          | Premiär 29 mars 1844 |
| 1844 | Omeletten L'omelette fantastique                                                                                | Félix-Auguste Duvert och Louis Boyer Översättning Lars August Malmgren                                             | Premiär 29 mars 1844 |
| 1844 | Hantverkaren L'Ouvrier                                                                                          | Frédéric Soulié Översättning Fredrik Nikolas Berg                                                                  | Premiär 8 april 1844 |
| 1844 | Iphigenie den andra, eller De gamla grekiska historierna La petite Iphigénie                                    | Charles-Simon Favart och Claude-Henri de Fusée de Voisenon                                                         | Premiär 11 april 1844 4 föreställningar |
| 1844 | Onkeln Der Oheim                                                                                                | Prinsessan Amalia av Sachsen Översättning O.N. Tillgren                                                            | Premiär 20 april 1844 1 föreställning |
| 1844 | Den lilla foten Les brodequins de Lise                                                                          | Laurencin, Desvergers och Gustave Vaëz Översättning G.W. Blachet                                                   | Premiär 20 april 1844 |
| 1844 | Riquiqui, eller Det sällsamma giftermålet Riquiqui                                                              | Adolphe de Leuven och Jules-Henri Vernoy de Saint-Georges Översättning Anders Lindeberg                            | Premiär 6 maj 1844 3 föreställningar |
| 1844 | Fruntimmersriket, eller Den upp- och nedvända världen Le royaume des femmes, ou Le monde à l'envers             | Charles Desnoyer och Charles-Théodore Cogniard Översättning Anders Lindeberg                                       | Premiär 6 maj 1844 |
| 1844 | En familjehemlighet Un secret de famille                                                                        | Michel Masson, Jules-Édouard Alboize de Pujol och Louis Bourdereau Översättning Lars August Malmgren               | Premiär 12 maj 1844 |
| 1844 | Lucretia Borgia Lucrèce Borgia                                                                                  | Victor Hugo Översättning Anders Lindeberg                                                                          | Premiär 15 maj 1844 |
| 1844 | Ängeln i sjätte våningen Une ange au sixième étage                                                              | Emmanuel Théaulon och Stephen Arnoult Översättning O D Egge                                                        | Premiär 14 juni 1844 |
| 1844 | Två unga fruars memoarer Les mémoires de deux jeunes mariées                                                    | Adolphe d'Ennery och Clairville Översättning Lars August Malmgren                                                  | Premiär 19 juli 1844 |
| 1844 | Ett glas vatten Le verre d'eau                                                                                  | Eugéne Scribe Översättning Fredrik af Wannqvist                                                                    | Premiär 19 juli 1844 |
| 1844 | Bekännelserna Die Bekenntnisse                                                                                  | Eduard von Bauernfeld Översättning Fredrik Nikolas Berg                                                            | Premiär 25 juli 1844 |
| 1844 | Positivhataren                                                                                                  | August Blanche | Premiär 29 juli 1844 Jean Högqvist |
| 1844 | Silverbröllopet                                                                                                 | August Blanche | Premiär 29 juli 1844 |
| 1844 | Korsikanska släkthämnden La vendetta                                                                            | Eugéne Scribe och Antoine-François Varner Översättning Otto Bæckström                                              | Premiär 29 augusti 1844 9 föreställningar |
| 1844 | Den förstkommande Le premier venu, ou Six lieus de chemin                                                       | Jean-Baptiste-Charles Vial Översättning J S Ahlgren                                                                | Premiär 29 augusti 1844 |
| 1844 | Rochus Pumpernickel                                                                                             | Matthäus Stegmayer Översättning A.P. Berggren                                                                      | Premiär 8 september 1844 |
| 1844 | Löjtnant och Förste konsul Bonaparte, lieutenant d'artillerie, ou 1789 et 1800                                  | Joseph Xavier Boniface, Félix-Auguste Duvert och Charles Nombret Saint-Laurent Översättning Anders Lindeberg       | Premiär 10 september 1844 14 föreställningar |
| 1844 | Farbrodern rival l'Oncle rival                                                                                  | Mélesville Översättning Lars August Malmgren                                                                       | Premiär 14 september 1844 |
| 1844 | En flaska blåsyra                                                                                               | Carl Ferdinand Alexander Holmström                                                                                 | Premiär 17 september 1844 |
| 1844 | Värdshuset i Adrets l'Auberge des Adrets                                                                        | Benjamin Antier, Saint-Amand och Polyanthe                                                                         | Premiär 24 september 1844 2 föreställningar |
| 1844 | Mannen på väggen Der Gemahl an der Wand                                                                         | Alexander Cosmar Översättning Lars August Malmgren                                                                 | Premiär 28 september 1844 |
| 1844 | Kröningsdagen                                                                                                   | August Blanche | Premiär 28 september 1844 Georg Norrby |
| 1844 | Inspektorn Der Landwirth                                                                                        | Prinsessan Amalia av Sachsen Översättning M.Schück                                                                 | Premiär 30 september 1844 |
| 1844 | En herre och ett fruntimmer Un monsieur et une dame                                                             | Xavier, Félix-Auguste Duvert och Augustin-Théodore de Lauzanne Översättning Fredrik Nikolas Berg                   | Premiär 2 oktober 1844 |
| 1844 | Goda tonen Der beste Ton                                                                                        | Karl Töpfer Översättning Anders Lindeberg                                                                          | Premiär 8 oktober 1844 |
| 1844 | Örfilarna Un soufflet                                                                                           | Charles Desnoyer och Adolphe d'Ennery Översättning Lars August Malmgren                                            | Premiär 10 oktober 1844 |
| 1844 | Hantverkaren L'Ouvrier                                                                                          | Frédéric Soulié Översättning Fredrik Nikolas Berg                                                                  | Premiär 12 oktober 1844 |
| 1844 | Fästningen i Boston, eller De tre arrestanterna La prison militaire, ou Les trois prisonniers                   | Emmanuel Dupaty Översättning Gustaf Åbergsson                                                                      | Premiär 14 oktober 1844 |
| 1844 | Omeletten L'omelette fantastique                                                                                | Félix-Auguste Duvert och Louis Boyer Översättning Lars August Malmgren                                             | Premiär 23 oktober 1844 |
| 1844 | Ninette, eller Allt vad jag har övrigt för att få en man Marjolaine                                             | Adolphe d'Ennery och Eugène Cormon Översättning Lars August Malmgren                                               | Premiär 29 oktober 1844 3 föreställningar |
| 1844 | Farinelli, eller Kungen och sångaren Farinelli, ou Le bouffe du roi                                             | Jules-Henri Vernoy de Saint-Georges, Auguste Pittaud de Forges och Adolphe de Leuven Översättning Anders Lindeberg | Premiär 2 november 1844 Mathilda Ebeling |
| 1844 | Jaquard Jacquart, ou Le métier á la Jacquart                                                                    | Narcisse Fournier Översättning Lars August Malmgren                                                                | Premiär 11 november 1844 8 föreställningar |
| 1844 | En trappa upp och på nedre botten eller Grosshandlaren och klädmäklaren                                         | August Blanche | Premiär 22 november 1844 |
| 1844 | Onkeln Der Oheim                                                                                                | Prinsessan Amalia av Sachsen Översättning O.N. Tillgren                                                            | Premiär 25 november 1844 |
| 1844 | Grannarna | Fredrika Bremer | Premiär 29 november 1844 7 föreställningar |
| 1844 | Den lilla foten Les brodequins de Lise                                                                          | Laurencin, Desvergers och Gustave Vaëz Översättning G.W. Blachet                                                   | Premiär 7 december 1844 |
| 1844 | Don César de Bazano Don César de Bazan                                                                          | Dumanoir och Adolphe d'Ennery Översättning Lars August Malmgren                                                    | Premiär 12 december 1844 |
| 1844 | Det farliga grannskapet Die gefährliche Nachbarschaft                                                           | August von Kotzebue Översättning Martin Altén                                                                      | Premiär 12 december 1844 |
| 1844 | Jovial, stadstjänare och poet M. Jovial ou L'huissier chansonnier                                               | Emmanuel Théaulon och Adolphe Choquart Översättning Fredrik Nikolas Berg                                           | Premiär 30 december 1844 |
| 1845 | 1844-1845 | August Blanche | Premiär 1 januari 1845 |
| 1845 | Donaufrun Das Donauweibchen                                                                                     | Karl Friedrich Hensler Översättning Erik Wilhelm Djurström                                                         | Premiär 12 januari 1845 |
| 1845 | Zigenerskan i salongerna La Bohémienne de Paris                                                                 | Gustave Lemoine och Paul de Kock Översättning Fredrik Nikolas Berg                                                 | Premiär 16 januari 1845 |
| 1845 | Ringaren i Notre Dame Der Glöcker von Notre Dame                                                                | Charlotte Birch-Pfeiffer Översättning Anders Lindeberg                                                             | Premiär 24 januari 1845 |
| 1845 | Fruntimmersriket, eller Den upp- och nedvända världen Le royaume des femmes, ou Le monde à l'envers             | Charles Desnoyer och Charles-Théodore Cogniard Översättning Anders Lindeberg                                       | Premiär 31 januari 1845 |
| 1845 | Strozzi och Martino, eller Konspirationskonsten Bertrand et Raton, ou l'Art de conspirer                        | Eugène Scribe Översättning G Backman                                                                               | Premiär 3 februari 1845 15 föreställningar |
| 1845 | Hinko, eller Friknekten Hinko                                                                                   | Charlotte Birch-Pfeiffer Översättning Anders Lindeberg                                                             | Premiär 13 februari 1845 |
| 1845 | Dresden, Moskva och Sankt Helena Napoléon Bonaparte, ou Trente ans de l'histoire de France                      | Alexandre Dumas den äldre Översättning Anders Lindeberg                                                            | Premiär 6 mars 1845 |
| 1845 | Stockholm, Västerås och Uppsala Paris, Orléans et Rouen                                                         | Jean-François Bayard och Charles Varin Översättning Lars August Malmgren, Bearbetning August Blanche               | Premiär 6 mars 1845 |
| 1845 | Läkaren La médecine sans médecin                                                                                | Jean-François Bayard och Eugéne Scribe Översättning Lars August Malmgren                                           | Premiär 14 mars 1845 8 föreställningar |
| 1845 | Coliche, eller Ministern och sättaren Colich, ou Un pamphlet sous M. de Maurepas                                | Paul Duport och Paul Foucher Översättning J.O. Flodman                                                             | Premiär 26 mars 1845 |
| 1845 | Uppasserskan | Oskar Hyckert | Premiär 2 april 1845 4 föreställningar |
| 1845 | Emilies hjärtklappning Emilies hjertebanken                                                                     | Johan Ludvig Heiberg Översättning N.H. Pinello                                                                     | Premiär 2 april 1845 |
| 1845 | Det otroliga, eller Svartsjuka botad genom inkvartering Le flagrant délit                                       | Armand d'Artois och Edmond de Biéville Översättning Carl Anders Kullberg                                           | Premiär 2 april 1845 |
| 1845 | De bägge drunknade L'homme blasé                                                                                | Félix-Auguste Duvert och Augustin-Théodore de Lauzanne de Vauroussel Översättning Fredrik Nikolas Berg             | Premiär 16 april 1845 |
| 1845 | Den gamle skådespelaren                                                                                         | August Blanche | Premiär 16 april 1845 |
| 1845 | Den avlidna Die Verstorbenen                                                                                    | Karl August Lebrun Översättning H Sandström                                                                        | Premiär 16 april 1845 2 föreställningar |
| 1845 | Jeannic, eller Den ansvarige tidningsutgivaren Jeannic le Breton, ou le gérant responsable                      | Alexandre Dumas den äldre och Eugène Bourgeois Översättning Fredrik Nikolas Berg                                   | Premiär 25 april 1845 3 föreställningar |
| 1845 | Merovée, eller Blond och brunett Merovée, ou Brune et blonde                                                    | Jean-François Bayard och Edmond de Biéville Översättning A.G. Forsberg                                             | Premiär 29 april 1845 9 föreställningar |
| 1845 | Nu ska vi roa oss Einen Jux will er sich machen                                                                 | Johann Nestroy Översättning Fredrik Nikolas Berg                                                                   | Premiär 14 maj 1845 Ulrik Torsslow, Edvard Stjernström, Ludvig Zetterholm                                                                                |
| 1845 | Den sista onkeln från Amerika Le dernier oncle d'Amerique                                                       | Adolphe d'Ennery och Eugène Grangé Översättning Lars August Malmgren                                               | Premiär 27 maj 1845 |
| 1845 | Markisinnans ring l'Anneau de la marquise                                                                       | Laurencin och Eugène Cormon Översättning Lars August Malmgren                                                      | Premiär 2 juni 1845 1 föreställning |
| 1845 | Kapten Roquefinette, eller Kungen av Spanien och hans sekundant Le capitaine Roquefinette                       | Adolphe d'Ennery och Dumanoir Översättning Lars August Malmgren                                                    | Premiär 25 juni 1845 2 föreställningar |
| 1845 | Venetianskan, eller Enleveringen                                                                                | Jean-François Bayard                                                                                               | Premiär 2 juli 1845 5 föreställningar |
| 1845 | Arméns barn Les enfants de troupe                                                                               | Jean-François Bayard och Edmond de Biéville Översättning Fredrik Nikolas Berg                                      | Premiär 19 augusti 1845 2 föreställningar |
| 1845 | Den gamle skådespelaren                                                                                         | August Blanche | Premiär 19 augusti 1845 |
| 1845 | Det otroliga, eller Svartsjuka, botad genom inkvartering Le flagrant délit                                      | Armand d'Artois och Edmond de Biéville Översättning Carl Anders Kullberg                                           | Premiär 19 augusti 1845 |
| 1845 | Bruden Die Braut                                                                                                | Theodor Körner Översättning Frans Theodor Jederholm                                                                | Premiär 23 augusti 1845 |
| 1845 | Don Ranudo de Colibrados, eller Fattigdom och högfärd Don Ranudo de Colibrados, eller Fattigdom og hoffærdighed | Ludvig Holberg Översättning E.H. Berling                                                                           | Premiär 23 augusti 1845 |
| 1845 | Farbrodern rival l'Oncle rival                                                                                  | Mélesville Översättning Lars August Malmgren                                                                       | Premiär 28 augusti 1845 |
| 1845 | Två unga fruars memoarer Les mémoires de deux jeunes mariées                                                    | Adolphe d'Ennery och Clairville Översättning Lars August Malmgren                                                  | Premiär 31 augusti 1845 |
| 1845 | Trim, eller Bakom porträttet Trim, ou La maitresse du roi                                                       | Félix-Auguste Duvert och Augustin-Théodore de Lauzanne                                                             | Premiär 4 september 1845 |
| 1845 | Emilies hjärtklappning Emilies hjertebanken                                                                     | Johan Ludvig Heiberg Översättning N.H. Pinello                                                                     | Premiär 9 september 1845 |
| 1845 | Ett glas vatten Le verre d'eau                                                                                  | Eugéne Scribe Översättning Fredrik af Wannqvist                                                                    | Premiär 11 september 1845 |
| 1845 | Tant Bazu, eller Den högvälborna fiskköperskan La tante Bazu                                                    | Lardenois Översättning Lars August Malmgren                                                                        | Premiär 11 september 1845 |
| 1845 | Furstinnan av hönsgården La gardeuse de dindons                                                                 | Armand Dartois och Edmond de Biéville Översättning Anders Lindeberg                                                | Premiär 22 september 1845 |
| 1845 | Tornet i Ferrara La tour de Ferrare                                                                             | Jules-Édouard Alboize de Pujol, Charles Lafontoch och Élie Sauvage Översättning Anders Lindeberg                   | Premiär 3 oktober 1845 |
| 1845 | Det farliga grannskapet Die gefährliche Nachbarschaft                                                           | August von Kotzebue Översättning Martin Altén                                                                      | Premiär 3 oktober 1845 |
| 1845 | Kotteriet La camaraderie, ou La courte-échelle                                                                  | Eugène Scribe Översättning Fredrik Nikolas Berg                                                                    | Premiär 7 oktober 1845 Pierre Deland, Carl Gustaf Hessler, Amanda Hessler                                                                                |
| 1845 | Den musikaliska skräddaren Le bouffe et le tailleur                                                             | Pierre Villiers och Armand Gouffé                                                                                  | Premiär 10 oktober 1845 |
| 1845 | Debutanten och hennes far Le père de la debutante                                                               | Jean-François Bayard och Emmanuel Théaulon Översättning Fredrik Nikolas Berg                                       | Premiär 16 oktober 1845 4 föreställningar |
| 1845 | Läkaren La médecine sans médecin                                                                                | Jean-François Bayard och Eugéne Scribe Översättning Lars August Malmgren                                           | Premiär 17 oktober 1845 |
| 1845 | Nu ska vi roa oss Einen Jux will er sich machen                                                                 | Johann Nestroy Översättning Fredrik Nikolas Berg                                                                   | Premiär 17 oktober 1845 Edvard Stjernström, Georg Norrby, Ulrik Torsslow, Mathilda Ebeling, herr Björkman, Märta Christina Sällström, Charlotte Lindmark |
| 1845 | Ludvig den elfte Louis XI                                                                                       | Casimir Delavigne Översättning G.W. Blachet                                                                        | Premiär 29 oktober 1845 |
| 1845 | Den osynlige älskaren                                                                                           | Mélesville Översättning Lars August Malmgren                                                                       | Premiär 17 november 1845 2 föreställningar |
| 1845 | Stockholm, Västerås och Uppsala Paris, Orléans et Rouen                                                         | Jean-François Bayard och Charles Varin Översättning Lars August Malmgren, Bearbetning August Blanche               | Premiär 21 november 1845 |
| 1845 | Studenterna Les Étudiants                                                                                       | Frédéric Soulié Översättning Fredrik Nikolas Berg                                                                  | Premiär 27 november 1845 3 föreställningar |
| 1845 | Studenten i klämman                                                                                             | Lars August Weser                                                                                                  | Premiär 27 november 1845 Edvard Stjernström |
| 1845 | Omeletten L'omelette fantastique                                                                                | Félix-Auguste Duvert och Louis Boyer Översättning Lars August Malmgren                                             | Premiär 29 november 1845 |
| 1845 | Coliche, eller Ministern och sättaren Colich, ou Un pamphlet sous M. de Maurepas                                | Paul Duport och Paul Foucher Översättning J.O. Flodman                                                             | Premiär 2 december 1845 |
| 1845 | Hinko, eller Friknekten Hinko                                                                                   | Charlotte Birch-Pfeiffer Översättning Anders Lindeberg                                                             | Premiär 5 december 1845 |
| 1845 | Merovée, eller Blond och brunett Merovée, ou Brune et blonde                                                    | Jean-François Bayard och Edmond de Biéville Översättning A.G. Forsberg                                             | Premiär 7 december 1845 |
| 1845 | Herr Klam, eller Bröllopsdagen En bryllupsdags fataliteter                                                      | Thomas Overskou Översättning G. Norrby                                                                             | Premiär 12 december 1845 12 föreställningar |
| 1845 | Anden Lumpacivagabundus, eller 7359 Der böse Geist Lumpacivagabundus, oder Das liederliche Kleeblatt            | Johann Nestroy Översättning Fredrik Nikolas Berg                                                                   | Premiär 12 december 1845 11 föreställningar |
| 1845 | En son är allt vad jag begär Un fils, s'il vous plaît                                                           | Moléri och Edme Chauffer Översättning Lars August Malmgren                                                         | Premiär 30 december 1845 5 föreställningar |
| 1846 | Det täcka könets makt La belle et la bête                                                                       | Jean-François Bayard och Antoine-François Varner Översättning Fredrik Nikolas Berg                                 | Premiär 1 januari 1845 7 föreställningar |
| 1846 | Sedan solen gått ned Le coucher du soleil                                                                       | Mélesville och Hippolyte Leroux Översättning P.C. Boman                                                            | Premiär 1 januari 1846 3 föreställningar |
| 1846 | Nyårsmaskeraden                                                                                                 | Anders Lindeberg                                                                                                   | Premiär 1 januari 1846 7 föreställningar |
| 1846 | Slottspaviljongen, eller Den falske arvingen La justice de Dieu                                                 | Anicet Bourgeois och Paul Foucher Översättning Oskar Hyckert                                                       | Premiär 14 januari 1846 2 föreställningar |
| 1846 | Ringaren i Notre Dame Der Glöcker von Notre Dame                                                                | Charlotte Birch-Pfeiffer Översättning Anders Lindeberg                                                             | Premiär 22 januari 1846 fru Wilson, Robert Broman, Carl Gustaf Happe, Oscar Andersson, Maria Kristina Andersson                                          |
| 1846 | Rivalerna på skämt och allvar                                                                                   | Oskar Hyckert | Premiär 26 januari 1846 2 föreställningar |
| 1846 | Den nya vattenkuren                                                                                             | Oskar Hyckert | Premiär 26 januari 1846 2 föreställningar |
| 1846 | Rochus Pumpernickel                                                                                             | Matthäus Stegmayer Översättning A.P. Berggren                                                                      | Premiär 31 januari 1846 |
| 1846 | De moderna Die Mode                                                                                             | Roderich Benedix Översättning Fredrik Nikolas Berg                                                                 | Premiär 2 februari 1846 Ulrik Torsslow, Sara Torsslow, Pierre Deland, Edvard Stjernström, Carl Gustaf Hessler, Charlotte Lindmark 6 föreställningar      |
| 1846 | Pariserpojkens bröllop Le mariage du gamin de Paris                                                             | Louis-Émile Vanderburch och Laurencin Översättning Fredrik Nikolas Berg                                            | Premiär 2 februari 1846 Pierre Deland, Edvard Stjernström 5 föreställningar                                                                              |
| 1846 | Slösaren Der Verschwender                                                                                       | Ferdinand Raimund Översättning Oskar Hyckert                                                                       | Premiär 13 februari 1846 |
| 1846 | Bättre folk och pack Pak!                                                                                       | Thomas Overskou Översättning Lars August Malmgren                                                                  | Premiär 5 mars 1846 Ulrik Torsslow, Sara Torsslow |
| 1846 | En födelsedag på gäldstugan                                                                                     | August Blanche | Premiär 5 mars 1846 Edvard Stjernström |
| 1846 | Äventyr i fastlagen Eventyr i fastelavn                                                                         | Peter Vilhelm Jacobsen Översättning Pierre Deland                                                                  | Premiär 13 mars 1846 |
| 1846 | Roquelaure, eller Vem är den fulaste? Roquelaure, ou l'Homme le plus laid de France                             | Adolphe de Leuven, Charles de Livry och Léon Lhérie Översättning Lars August Malmgren                              | Premiär 13 mars 1846 6 föreställningar |
| 1846 | Michel Parrin, eller Polisspionen utan att veta det Michel Parrin, ou l'Espion sans le savoir                   | Mélesville och Charles Duveyrier Översättning O.D. Schweder                                                        | Premiär 31 mars 1846 Ulrik Torsslow 1 föreställning |
| 1846 | Inga jesuiter mer Der Günstling, oder Keine Jesuiten mehr                                                       | Rudolf Lubarsch Översättning Fredrik Nikolas Berg                                                                  | Premiär 3 april 1846 9 föreställningar |
| 1846 | Dockan, eller Lilla systern La petite soeur                                                                     | Eugène Scribe och Mélesville Översättning E.W. Djurström                                                           | Premiär 3 april 1846 |
| 1846 | Polske flyktingen                                                                                               | Oskar Hyckert | Premiär 6 april 1846 2 föreställningar |
| 1846 | Herrn i sitt hus Die Schlittenfahrt, oder Der Herr vom Hause                                                    | Franz Ignaz von Holbein Översättning Lars August Malmgren                                                          | Premiär 21 april 1846 Ulrik Torsslow, Sara Torsslow 3 föreställningar                                                                                    |
| 1846 | Tidsandan Der Zeitgeist                                                                                         | Ernst Raupach Översättning Oskar Hyckert                                                                           | Premiär 21 april 1846 Edvard Stjernström |
| 1846 | Den musikaliske instrumentmakaren                                                                               | L.P. Westerdahl | Premiär 29 april 1846 3 föreställningar |
| 1846 | Marie Jeanne, eller Kvinnan av folket Marie Jeanne, ou La femme du peuple                                       | Adolphe d'Ennery och Julien de Mallian Översättning Lars August Malmgren                                           | Premiär 7 maj 1846 Charlotte Lindmark, Edvard Stjernström, Hedvig Calista Nicolina Gille, Ulrik Torsslow, Ludvig Zetterholm, Edvard Swartz               |
| 1846 | Räddaren, eller Den döve och duvan Le sauveur                                                                   | Leon Halévy och Victor Lhérie Översättning Lars August Malmgren                                                    | Premiär 22 maj 1846 Edvard Stjernström 3 föreställningar                                                                                                 |
| 1846 | Min son på galejan                                                                                              | M. Cramær | Premiär 22 maj 1846 Edvard Stjernström |
| 1846 | 300 riksdaler banko                                                                                             | | Premiär 22 maj 1846 Edvard Stjernström |
| 1846 | Familjen Renneville La famille Renneville                                                                       | Léonce och Moléri Översättning Lars August Malmgren                                                                | Premiär 6 juni 1846 1 föreställning |
| 1846 | Den gamla aktrisen                                                                                              | August Blanche | Premiär 6 juni 1846 Edvard Stjernström |

## Mindre teatern 1846-1863

### Ulrik Torsslow och Edvard Stjernström (1846-1850)
| År   | Produktion                                | Upphovsmän                 | Regi | Noter |
| ---- | ----------------------------------------- | -------------------------- | ---- | --- |
| 1846 | Mor och son                               | Charlotte Birch-Pfeiffer   |      | Premiär 6 oktober 1846 |
| 1846 | Clavigo                                   | Johann Wolfgang von Goethe |      | Premiär 21 oktober 1846 Ulrik Torsslow, herr Björkman, Charlotte Lindmark, Edvard Stjernström                                  |
| 1846 | Betjänten professor Die beiden Hofmeister | Louis Angely               |      | Premiär 21 oktober 1846 Edvard Stjernström, Ludvig Zetterholm, herr Malmström, Emelie Frösslind, fröken Embring, Edvard Swartz |

### Edvard Stjernström (1854-1863)
| År   | Produktion                                            | Upphovsmän                                             | Noter |
| ---- | ----------------------------------------------------- | ------------------------------------------------------ | --- |
| 1855 | Regina von Emmeritz                                   | Zacharias Topelius och August Söderman                 | |
| 1860 | Majkungen                                             | Frans Hedberg                                          | Premiär 3 maj 1860 Scenografi Marcus Larson                                                                      |
| 1861 | Döden fadder                                          | August Blanche                                         | Premiär 8 mars 1861                                                                                              |
| 1861 | Moderna vinglare Les effrontes                        | Emile Augier                                           | Premiär 2 april 1861                                                                                             |
| 1861 | Ba-ta-clan                                            | Jacques Offenbach och Ludovic Halévy                   | Premiär 2 april 1861                                                                                             |
| 1861 | En vilodag A Quiet Day                                | John Oxenford Översättning H Granberg                  | Premiär 15 april 1861                                                                                            |
| 1861 | Ungdomsminnen Les vieux pochés                        | Mélesville och Philippe-François Dumanoir              | Premiär 19 april 1861                                                                                            |
| 1861 | Erasmus Montanus                                      | Ludvig Holberg                                         | Premiär 19 april 1861                                                                                            |
| 1861 | Johan Fredman                                         | Louise Stjernström                                     | Premiär 4 maj 1861                                                                                               |
| 1861 | En tableau vivant                                     | Louise Stjernström                                     | Premiär 26 maj 1861                                                                                              |
| 1861 | En herre som vaktar sin måg Un gendre en surveillance | Marc-Michel och Eugène Labiche Översättning J Flodmark | Premiär 26 maj 1861                                                                                              |
| 1861 | Kotteriernas makt La camaraderie                      | Eugène Scribe                                          | Premiär 6 december 1861 Fröken Hammarstrand, Fredrik Deland, Edvard Stjernström, Adolf Hellander, Rickard Wagner |

## Kungliga Dramatiska Teatern (1863-1907)
| År   | Produktion                                                          | Upphovsmän                                                               | Regi           | Noter |
| ---- | ------------------------------------------------------------------- | ------------------------------------------------------------------------ | -------------- | --- |
| 1863 | Siri Brahe och Johan Gyllenstierna                                  | Gustav III                                                               |                | Premiär 14 september 1863 |
| 1863 | Så kallade Hedersmän Les faux bonshommes                            | Théodore Barrière och Ernest Capendu                                     |                | Premiär 17 september 1863 |
| 1863 | Rosa och Rosita Rosa og Rosita                                      | Clara Andersen Översättning Frans Hedberg                                |                | Premiär 21 september 1863 |
| 1863 | En bengalisk tiger Un tigre du Bengale                              | Edouard Brisebarre Översättning Fredrik Niklas Berg                      |                | Premiär 21 september 1863 |
| 1863 | Scapins skälmstycken Les Fourberies de Scapin                       | Molière                                                                  |                | Premiär 26 september 1863 |
| 1863 | Fjärilsfebern La Papillone                                          | Victorien Sardou                                                         |                | Premiär 5 oktober 1863 |
| 1863 | Den hvitklädda qvinnan The Woman in White                           | Wilkie Collins Översättning Frans Hedberg                                |                | Premiär 21 oktober 1863 |
| 1863 | Korp-Kristi                                                         | Frans Hedberg                                                            |                | Premiär 27 oktober 1863 |
| 1863 | Diplomaten Le Diplomate                                             | Eugène Scribe och Germain Delavigne                                      |                | Premiär 29 oktober 1863 |
| 1863 | Debutanten och hennes far Le Père de la Debutante                   | Jean-François Bayard Översättning Fredrik Niklas Berg                    |                | Premiär 1 november 1863 |
| 1863 | Den svaga sidan Le corde sensible                                   | Clairville och Lambert Thiboust                                          |                | Premiär 3 november 1863 |
| 1863 | Jane Eyre                                                           | Charlotte Brontë Dramatisering Charlotte Birch-Pfeiffer                  |                | Premiär 10 november 1863 |
| 1863 | Kung Renés Dotter Kong Renés Datter                                 | Henrik Hertz Översättning Johan Magnus Rosén                             |                | Premiär 12 november 1863 |
| 1863 | Friaren kommer                                                      | Eugène Scribe och Mélesville                                             |                | Premiär 17 november 1863 |
| 1863 | Min hustrus andre man Le Second mari de ma femme                    | Mélesville och Xavier Översättning Anders Wilhelm Lindeberg              |                | Premiär 19 november 1863 |
| 1863 | Ernani                                                              | Giuseppe Verdi och Francesco Maria Piave Översättning G. L. Silverstolpe |                | Premiär 23 november 1863 |
| 1863 | Goda exempel Le train de minuit                                     | Henri Meilhac och Ludovic Halévy                                         |                | Premiär 30 november 1863 |
| 1863 | Herr Hummers 73 öre                                                 |                                                                          |                | Premiär 30 november 1863 |
| 1863 | En familj Eine Familie                                              | Charlotte Birch-Pfeiffer Översättning Lars August Malmgren               |                | Premiär 19 december 1863 |
| 1883 | Gengångare Gengangere                                               | Henrik Ibsen                                                             |                | |
| 1885 | Ambrosius                                                           | Chr. K.F. Molbech                                                        | Victor Hartman | Premiär 20 oktober 1885 August Palme, Helga Rundberg, Georg Norrby, Herman Grip, Clementine Swartz, Ferdinand Thegerström, Ossian Hamrin, Oscar Bæckström, Alma Maria Isabella Göthlin                                                                                                |
| 1886 | Geografi och kärlek Geografi og kærlighed                           | Bjørnstjerne Bjørnson Översättning Cecilia Bååth-Holmberg                |                | Premiär 24 februari 1886 August Palme, Olga Björkegren, Ellen Hartman, Helfrid Kinmansson, Lotten Dorsch-Bosin, Oscar Bæckström, Nils Personne, Thecla Åhlander |
| 1886 | Ett dockhem Et Dukkehjem                                            | Henrik Ibsen                                                             |                | |
| 1886 | Klädeshandlaren Le gendre de M. Poirier                             | Émile Augier                                                             |                | |
| 1886 | Tre par                                                             | Alexander Kielland                                                       |                | |
| 1887 | Rosmersholm                                                         | Henrik Ibsen Översättning Henrik Christiernsson                          |                | Premiär 15 april 1887 August Palme, Lotten Dorsch-Bosin, Ferdinand Thegerström, Emil Hillberg, Oscar Bæckström, Helfrid Kinmansson |
| 1888 | Magister Bläckstadius eller Giftermålsannonsen                      | August Blanche                                                           |                | Premiär 2 april 1888 Oscar Bæckström, Thecla Åhlander, Helga Rundberg, August Palme, Fröken Ulrich, Hilda Borgström, Fröken Brandt, Fröken Eklöf, Georgina Bäckström, Ossian Hamrin                                                                                                   |
| 1889 | Gnistan                                                             |                                                                          |                | |
| 1889 | Lärt folk i stubb Les Femmes savantes                               | Molière                                                                  |                | |
| 1889 | Sveas fana                                                          |                                                                          |                | |
| 1889 | Pépa                                                                |                                                                          |                | |
| 1889 | Den vilda jakten                                                    |                                                                          |                | |
| 1889 | Frun från havet Fruen fra havet                                     | Henrik Ibsen                                                             |                | |
| 1889 | Hjärter dam                                                         |                                                                          |                | |
| 1889 | Duvals skilsmässa Les Surprises du divorce                          | Alexandre Bisson och Antony Mars                                         |                | |
| 1889 | En Parisare Le Parisien                                             | Edmond Gondinet                                                          |                | |
| 1889 | Galeotto El gran Galeoto                                            | José Echegaray                                                           |                | |
| 1889 | En räddande engel                                                   | Anne Charlotte Leffler                                                   |                | |
| 1889 | Han är inte svartsjuk                                               |                                                                          |                | |
| 1889 | I telefon                                                           |                                                                          |                | |
| 1889 | En kopp thé                                                         |                                                                          |                | |
| 1889 | Så tuktas en argbigga The Taming of the Shrew                       | William Shakespeare                                                      |                | |
| 1889 | Guldfiskar Goldfische                                               | Franz von Schönthan och Gustav Kadelburg                                 |                | |
| 1889 | En räddare                                                          | Tor Hedberg                                                              |                | |
| 1889 | Trassel                                                             |                                                                          |                | |
| 1889 | Mellan fyra ögon                                                    |                                                                          |                | |
| 1889 | Lilla svärmor Belle-maman                                           | Victorien Sardou                                                         |                | |
| 1889 | Kärlekens komedi Kjærlighedens Komedie                              | Henrik Ibsen Översättning Harald Molander                                |                | Premiär 23 november 1889 fru Julin, Georgina Bäckström, Helga Rundberg, August Palme, Albion Örtengren, Gustaf Fredrikson, Nils Personne, Thecla Åhlander, Oscar Bæckström, Hilda Klefberg                                                                                            |
| 1889 | Exemplets makt                                                      | Henri Meilhac och Ludovic Halévy                                         |                | |
| 1889 | En för bägge och bägge för en Fælles sag                            | Emma Gad                                                                 |                | |
| 1890 | Revisorn Ревизо́р, Revizór                                           | Nikolaj Gogol Översättning Valborg Hedberg                               |                | Premiär 23 april 1890 Oscar Bæckström, Thecla Åhlander, fröken Söderman, Frans Envall, Ferdinand Thegerström, Albion Örtengren, Svante Hedin, Victor Hartman, Ossian Hamrin, Nils Personne, Georg Norrby, Carl Gustaf Rydgren, Georgina Bäckström, Ottilia Littmarck                  |
| 1890 | Chamillac                                                           | Octave Feuillet                                                          |                | |
| 1892 | Krig i fred Krieg im Frieden                                        | Gustav von Moser och Franz von Schönthan Översättning Axel Bosin         |                | Premiär 18 maj 1892 Mauritz Gründer, Hilda Klefberg, Helga Rundberg, Lotten Seelig, Carl Gustaf Rydgren, Ottilia Littmarck, Karin Swanström, Emil Hillberg, Georg Skånberg, Oscar Byström, Oscar Bæckström, August Palme, Frans Envall, herr Strömberg, fru Hamrin, Constance Behrens |
| 1892 | Kära släkten Den kjære Familie                                      | Gustav Esmann Översättning Per Staaf                                     |                | Premiär 17 september 1892 Oscar Bæckström, Anna Sternvall, Helga Rundberg, Karin Swanström, Fredrik Hedlund, Albion Örtengren, Victor Hartman, August Palme, Nils Personne, Oscar Byström, Carl Gustaf Rydgren, herr A. Byström, herr Strömberg                                       |
| 1894 | Trettondagsafton eller Hvad ni vill Twelfth Night, or What You Will | William Shakespeare Översättning Carl August Hagberg                     |                | Premiär 26 augusti 1894 Georg Skånberg, Helga Hoving, Albion Örtengren, Frans Envall, Carl Gustaf Rydgren, Gunnar Klintberg, Oscar Bæckström, Fredrik Hedlund, Nils Personne, herr Strömberg, Mauritz Gründer, Ossian Hamrin, fröken Janson, fru Hamrin                               |
| 1895 | Regina von Emmeritz                                                 | Zacharias Topelius                                                       |                | |
| 1896 | Dora                                                                | Victorien Sardou                                                         |                | |
| 1896 | Madame Sans-Gêne                                                    | Victorien Sardou                                                         |                | |
| 1896 | Unge grefven                                                        | Knut Michaelson                                                          |                | |
| 1906 | Minna von Barnhelm                                                  | Gotthold Ephraim Lessing                                                 |                | |
| 1906 | Livets maskerad Maskerade                                           | Ludwig Fulda                                                             |                | Premiär 8 september 1906 Gustaf Fredriksson, Albion Örtengren, Carl Browallius, Lotten Dorsch, Einar Fröberg, Hilda Borgström, Astri Torsell, fru Julin, August Byström, fru H. Ekberg, Carl Axel Frank 76 föreställningar                                                            |
| 1906 | Fregattkaptenen The Sea Captain or, the birthright                  | Edward Bulwer-Lytton                                                     |                | |
| 1906 | Ära Die Ehre                                                        | Hermann Sudermann                                                        |                | |